# 구마게정
구마게정(熊毛町)은 야마구치현 동부에 있던 정이다. 구마게군에 소속되었었다. 
2003년 4월 21일, 도쿠야마시, 신난요시, 가노정과 합병해 새로운 슈난시가 되어 소멸하였다.

## 지리
야마구치현의 동부, 산간부에 위치하고 있었다.산요도의 여인숙 마을로 번창하였으며, 또한 옛 도쿠야마시의 베드타운이 되기도 하였다.

## 역사
- 1956년 9월 30일 - 구마게군 가쓰마촌, 다카미즈촌, 미쓰오촌, 야시로촌이 신설 합병해 성립하였다.
- 2003년 4월 21일 - 도쿠야마시, 신난요시, 가노정과 신설 합병해 슈난시가 되었다. 동일 구마게정은 폐지되었다.

## 교통

### 철도
- 서일본 여객철도
  - 간토쿠 선

### 도로
- 산요 자동차도
- 국도 2호선
- 국도 제376호선 (일본)(일본어판)